# Михаил Корниенко
Михаил Борисович Корниенко е летец-космонавт на Русия, извършил космически полет като бординженер на кораба „Союз ТМА-18“ и член на дълговременни екипажи на МКС-23 и МКС-24.

## Биография
Роден е на 15 април 1960 г. в гр. Сизран, Куйбишевска област, РСФСР, СССР. През 1977 г. завършва средно училище № 15 в гр. Челябинск. През 1987 г. завършва вечерно Московския авиационен институт и
получава специалността инженер-механик по течностни ракетни двигатели.

## Професионална дейност
От 1980 до 1986 г. работи в московската милиция.
От 1986 до 1991 г. работи като инженер в Конструкторското бюро по общо машиностроене (КБ ОМ) в Москва и на Байконур.
От октомври 1991 до декември 1992 г. работи като директор на производствено-техническия отдел на ООО „Трансвосток“.
От януари 1993 до април 1995 г. работи е генерален директор на (ТОО „ЭСТЭ“).
От април 1995 г. до зачисляването му в отряда на космонавтите работи като инженер 2-ра категория в РКК „Енергия“ в отдел „Подготовка на космонавтите за извънкорабна дейност“ (в открития космос).

## Военна служба
От май 1978 до май 1980 г. му преминава срочната служба във въздушно-десантните войски на Съветската армия. Служи в 104-та гвардейска въздушно-десантна дивизия в района на гр. Кировабад. Завършва службата си със звание младши сержант. През 1987 г. става лейтенант от запаса.

## Космическа кариера
На 24 февруари 1998 г. Корниенко е избран за кандидат космонавт, а през 2001 г., след завършване на курс по общокосмическа подготовка в ЦПК „Ю. Гагарин“, получава квалификацията космонавт-изпитател. От 1999 г. тренира в групата за полети на Международната космическа станция. Той е назначен за бординженер в дублиращия екипаж на Експедиция 8.
Включен е като бординженер 1 в дублиращия екипаж на „Союз TMA-10“ и Експедиция 15 през 2005 г.

### Експедиция 23/24
.
Корниенко е назначен за бординженер, част от екипажа на Експедиция 23 и Експедиция 24 на Международната космическа станция. Стартира на 2 април 2010 г., заедно с руския космонавт Александър Скворцов и астронавтът на НАСА Трейси Колдуел на борда на „Союз ТМА-18 от космодрума Байконур.
Кацането става отново с кораба „Союз TMA-18“ е екипаж в същия състав. Корабът се отделя от космическата станция в 22:02 EDT на 24 септември 2010 г. След нормално спускане, екипажа на „Союз“ се приземява на 25 септември в 05:23 ч. GMT близо до гр. Аркалик, Казахстан.

### Космически разходки
На 27 юли 2010 г. Корниенко и космонавтът Фьодор Юрчихин участват в космическа разходка извън МКС. Те подготвили и свързали електрическата система на бордовата апаратура на модула „Рассвет (MRM 1)“ с тази на модула Звезда, както и свързване на проводниците на системата „курс“ между модулите на „Рассвет“ и Заря, която е част от процеса на интегриране на модула „Рассвет“ в Руския сегмент на МКС. Общата и продължителност е 6 часа и 42 минути.

## Семейно положение
Женен, съпруга Ирина Анатолиевна Корниенко (по баща Савостина), (род. 1958), лекар в поликлиника № 102 в гр. Москва.

## Увлечения
Обича спорта. През август 2007 извършва изкачване на връху Килиманджаро.